# Adeline Wuillème
Adeline Wuillème ur. 8 grudnia 1975 w Reims) – francuska florecistka, dwukrotna medalistka mistrzostw świata.
Podczas mistrzostw świata w Lipsku w 2005 roku wywalczyła brązowy medal w turnieju indywidualnym. Wyprzedziły ją jedynie Włoszka Valentina Vezzali i Niemka Anja Müller. Na tej samej imprezie Francuzki w składzie: Astrid Guyart, Corinne Maîtrejean, Céline Seigneur i Adeline Wuillème zdobyły drużynowo brązowy medal. Była też między innymi czwarta w zawodach drużynowych na mistrzostwach świata w Kapsztadzie w 1997 roku.
Wystartowała na igrzyskach olimpijskich w Atlancie w 1996 roku, gdzie była piąta drużynowo, a indywidualnie zajęła czternaste miejsce. Na rozgrywanych cztery lata później igrzyskach olimpijskich w Sydney była osiemnasta indywidualnie. Brała też udział w igrzyskach olimpijskich w Atenach w 2004 roku zajmując siódme miejsce w turnieju indywidualnym.
Ponadto zdobyła złoto w turnieju indywidualnym i brąz w drużynowym na mistrzostwach Europy w Kijowie w 2008 roku.